# Hall (Washington)
Hall az Amerikai Egyesült Államok északnyugati részén, Washington állam Clark megyéjében elhelyezkedő önkormányzat nélküli település.
Hall postahivatala 1906 és 1934 között működött. A település névadója James F. Hall, a helység területének egykori tulajdonosa.

## Fordítás
- Ez a szócikk részben vagy egészben  a   Hall, Washington című angol Wikipédia-szócikk ezen változatának fordításán alapul.  Az eredeti cikk szerkesztőit annak laptörténete sorolja fel. Ez a jelzés csupán a megfogalmazás eredetét és a szerzői jogokat jelzi, nem szolgál a cikkben szereplő információk forrásmegjelöléseként.